# Phylloscartes roquettei
El  orejerito de Minas Gerais (Phylloscartes roquettei) también denominado atrapamoscas de Minas Gerais, es una especie de ave paseriforme de la familia Tyrannidae, perteneciente al  numeroso género Phylloscartes. Es endémico de una pequeña región en el este de Brasil. Se encuentra amenazado de extinción.

## Distribución y hábitat
Se distribuye por el norte de Minas Gerais y sur de Bahía.
Esta especie es actualmente muy rara y local en sus hábitats naturales: los bosques tropicales secos, bosques en galería, y áreas con formaciones rocosas adyacentes a los ríos del alto valle del río San Francisco principalmente entre los 400 y los 500 m de altitud.

## Estado de conservación
El orejerito de Minas Gerais ha sido calificado como amenazado de extinción por la Unión Internacional para la Conservación de la Naturaleza (IUCN) debido a que su población, estimada entre 1500 y 7000 individuos maduros, se presume estar en rápida decadencia como resultado de la continua pérdida de hábitat y su degradación causada por diversos procesos.

## Sistemática

### Descripción original
La especie P. roquettei fue descrita por primera vez por la ornitóloga germano - brasileña Maria Emilie Snethlage en 1928 bajo el mismo nombre científico; su localidad tipo es: «Brejo Januaria, Río São Francisco, Minas Gerais, Brasil».

### Etimología
El nombre genérico masculino «Phylloscartes» se compone de las palabras del griego «phullon» que significa ‘hoja’, y «skairō» que significa ‘saltar, bailar’; y el nombre de la especie «roquettei» conmemora al antropólogo y etnólogo brasileño Edgar Roquette-Pinto (1884–1954).

### Taxonomía
Es monotípica.